# Rosenheimer Stammbeckenmoore
Die heutigen Rosenheimer Stammbeckenmoore bezeichnen ein Gebiet zwischen Rosenheim im Norden und dem Alpenrand im Süden von Bayern.

## Lage
Die Rosenheimer Stammbeckenmoore befinden sich zwischen Raubling im Osten, Au bei Bad Aibling im Westen und Bad Feilnbach im Südwesten. Sie erstrecken sich südlich der Bundesautobahn 8 und der Staatsstraße 2010, westlich der Bundesautobahn 93 sowie nördlich und östlich der Staatsstraße 2089.

## Geschichte
Das Gebiet mit seinen zahlreichen Hochmooren entstand durch Verlandung des ehemaligen Rosenheimer Sees, der sich nach dem Rückzug des Inngletschers gebildet hatte und sich in der Nacheiszeit mit Schmelzwasser füllte. Aus dem zurückbleibenden tonreichen Seeboden bildete sich eine Sumpflandschaft.
Im 19. Jahrhundert begann der Mensch, das Gebiet zu entwässern und durch Torfabbau wirtschaftlich zu nutzen. Von der ursprünglichen Sumpflandschaft ist nur noch ein kleiner Rest in den Sterntaler Filzen erhalten. Auch die Nutzung in den Randbereichen intensivierte sich und hat traditionell bewirtschaftete Streuobstwiesen verdrängt.

## Naturschutz
Trotz dieser Veränderungen ist das Gebiet von hohem ökologischem Wert und deshalb mittlerweile mehrfach geschützt, wobei sich die geschützten Bereiche teilweise überlappen. Zu diesen gehören Fauna-Flora-Habitat, LIFE+ und Bayern-Netz-Natur. Am 7. Dezember 2020 wurden die Rosenheimer Stammbeckenmoore als Feuchtgebiet internationaler Bedeutung in die Liste der Ramsar-Konvention aufgenommen.

## Galerie

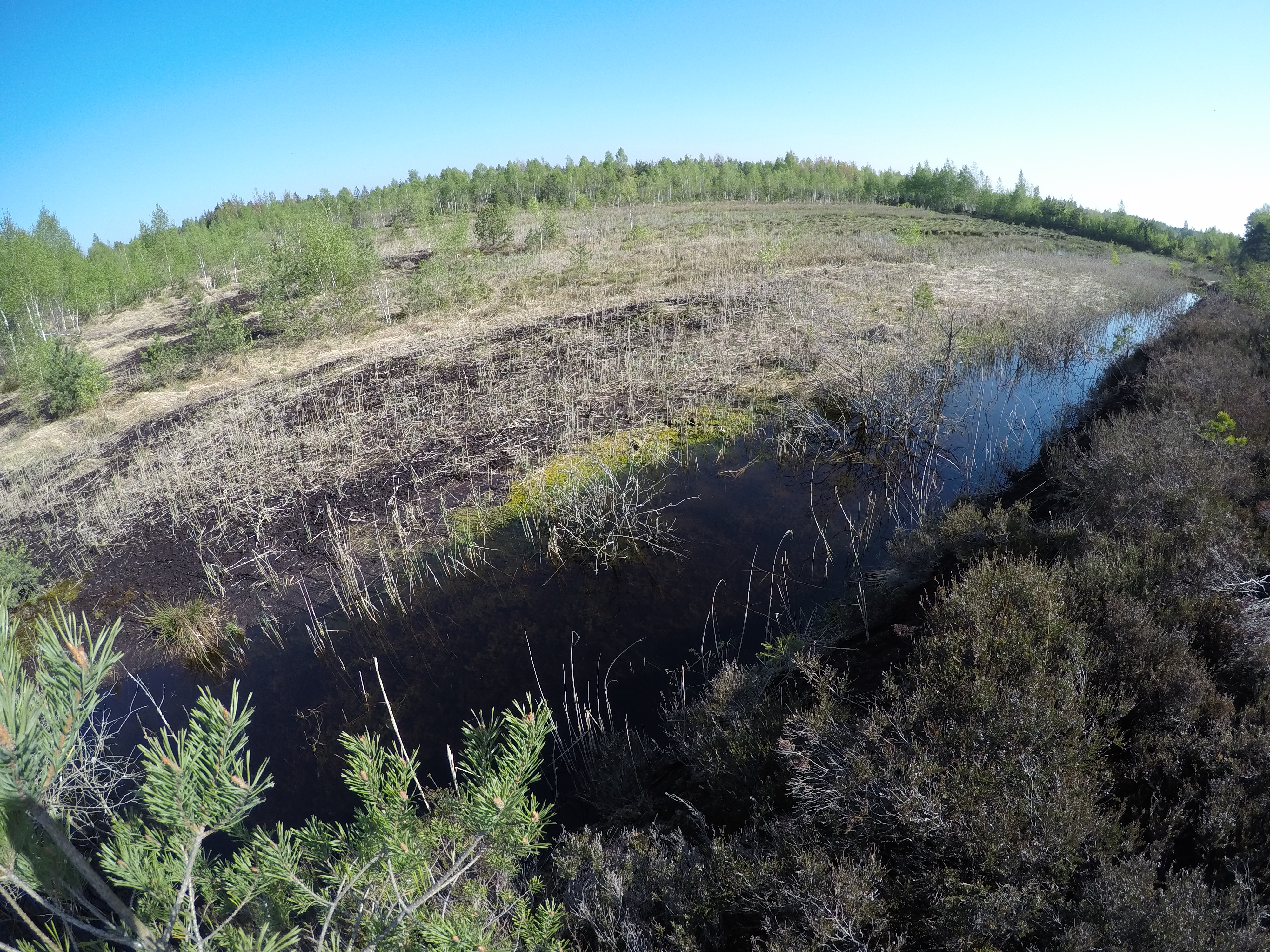
Hochrunstfilze
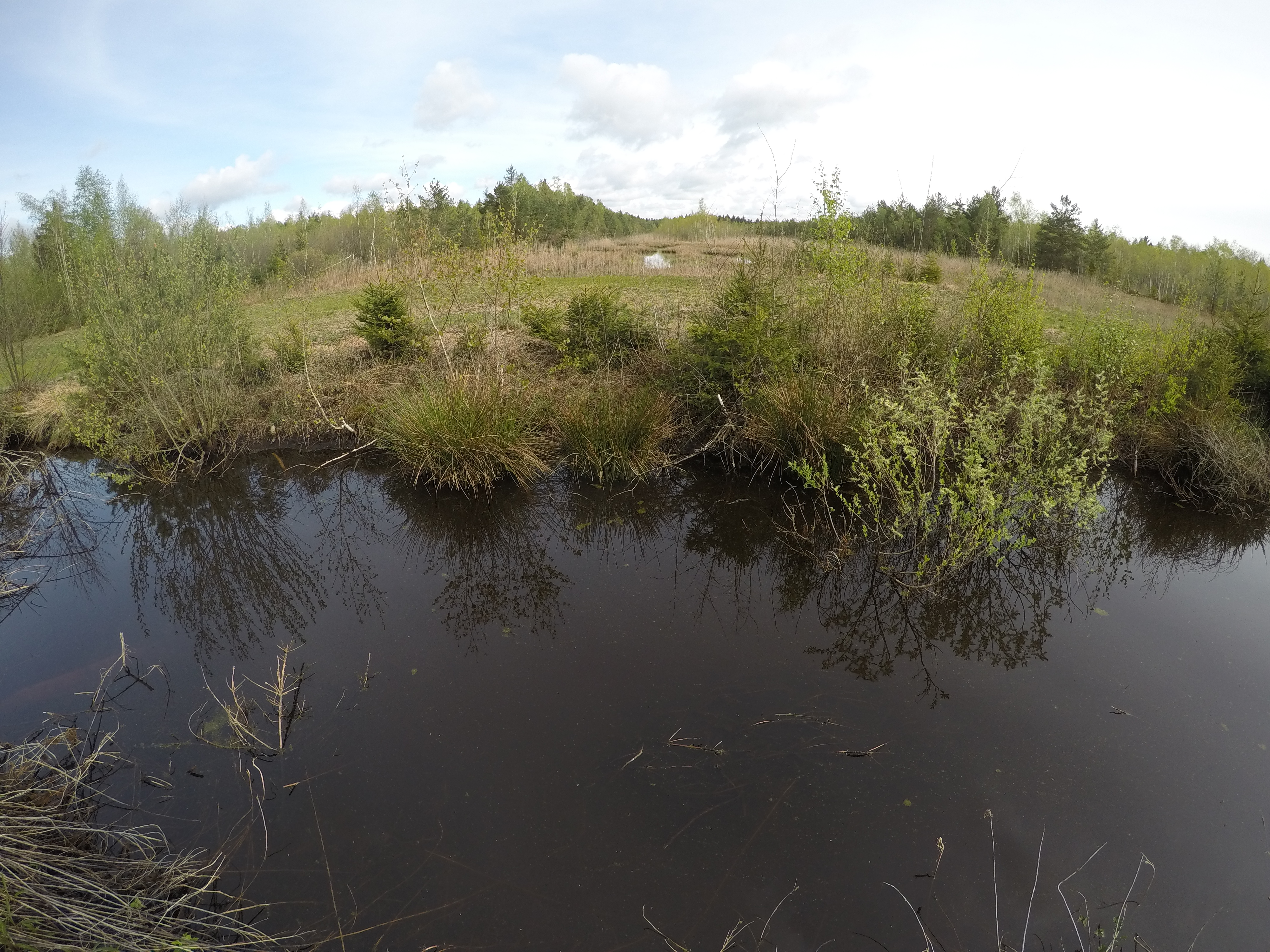
Eulenauer Filz
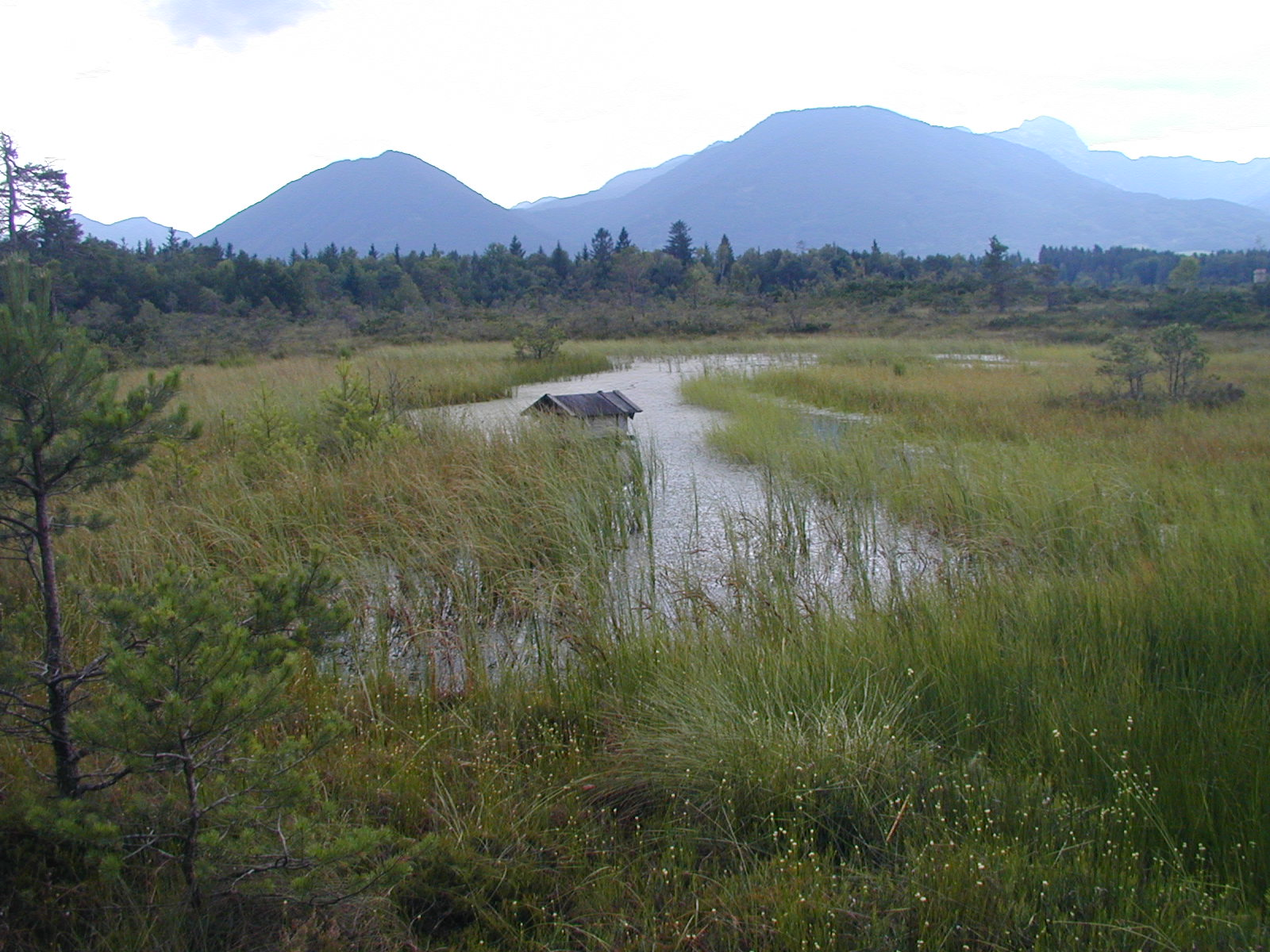
Hubersee in den Sterntaler Filzen